# Zeugophora maai
Zeugophora maai es una especie de coleóptero de la familia Megalopodidae.

## Distribución geográfica
Habita en Tailandia.